# Acanthoceto riogrande
Acanthoceto riogrande är en spindelart som beskrevs av Ramírez 1997. Acanthoceto riogrande ingår i släktet Acanthoceto och familjen spökspindlar. Inga underarter finns listade i Catalogue of Life.